# Alfarnate
Alfarnate település Spanyolországban, Málaga tartományban. Alfarnate Alfarnatejo, Periana, Villanueva del Rosario, Colmenar, Villanueva del Trabuco, Loja és Zafarraya községekkel határos. Lakosainak száma 1046 fő (2024).

## Népesség
A település népessége az elmúlt években az alábbi módon változott:
| Lakosok száma | 1429 | 1413 | 1365 | 1348 | 1300 | 1198 | 1113 | 1069 | 1039 | 1046 |
|               | 2001 | 2004 | 2007 | 2009 | 2012 | 2014 | 2017 | 2019 | 2022 | 2024 |